# Avenged Sevenfold
Avendžd Sevenfold (engl. Avenged Sevenfold) je američki hevi metal bend iz Hantington Biča, Kalifornija formiran 1999 godine. Trojku koja je predstavljala osnovu benda činili su pevač M. Šedouz (Metju Čarls Sanders), gitarista Zeki Vedžens (Začari Džejms Bejker) i bubnjar Rev (Džimi Oven Sulivan). Kada je ime benda u pitanju, Šedouz je bio inspirisan biblijskom pričom o Kainu i Avelju, konkretno frazom „ako Kain bude osvećen sedmostruko, Lamek će biti sedamdeset i sedam puta“, što je pevaču posebno zapalo za oko. Veliki uspeh postigli su albumom City of Evil iz 2005. godine, na kojem su singlovi: "Bat Country", "Beast and the Harlot" i "Seize the Day". Uspeh benda pratio je njihov album iz 2007. godine ("Avenged Sevenfold"), sa singlovima kao što su: "Almost Easy", "Afterlife", "Dear God" i "Scream".

## Biografija
Rana karijera (1999—2004)
Bend je formiran 1999. godine u okrugu Oranž, Kalifornija. Njihov prvi album "Sounding the Seventh Trumpet" je snimljen kada su članovi benda imali 18.godina i bili u srednjoj školi. Album je prvobitno izdat za izdavačku kuću Gud Lajf Rekordings. Nakon što se gitarista Sinister Gejts pridružio bendu, uvodna pesma "To End the Rapture" je ponovo snimljena (sa Gejtsom u bendu) i ceo album je ponovno izdat, ali za Houples Rekords. Naredni album "Waking the Fallen" je takođe izdat za Houples Rekords. Kratko posle izdavanja albuma "Waking the Fallen", Avendžd Sevenfold su potpisali ugovor sa izdavačkom kućom Vorner Bros. Rekords.

#### Waking the Fallen (2003)
„Nekoherentan“ definitivno nije prva reč koja vam pada na pamet kada pomislite na drugi album ovog sastava. Nazvan „Waking The Fallen“, naslednik debi albuma objavljen je 26. avgusta za Hоuples Rekords. Pojačani novim basistom od kada je na tu poziciju došao mladi Džoni Krajst , Sevenfold su rafinisali svoj metalkor izražaj, sa malo jačim akcentom na „metal“ delu te kovanice nego što je to bio slučaj sa prethodnikom. Tako je teško ne primetiti izuzetno jak uticaj koji su bendovi kao što su Slejer (engl. Slayer), Metalika (engl. Metallica) i Pantera imali na sastav prilikom pisanja kultnih hitova „Unholy Confessions“ ili „Second Heartbeat“, koje bend i danas rado uvršćava u koncertne liste. Gitarista Sinister Gejts je bend popeo na sledeći nivo svojim virtuoznim stilom, te je i „Waking The Fallen“ mnogo bogatiji vrtoglavim solažama. Ovaj album je takođe prošao mnogo bolje kada su u pitanju prodaja i prijem. Avendžd Sevenfold su se se otisnuli na putujući rock festival pod imenom Vorp Tur, gde su bili jedan od retkih metalkor bendova okruženi raznim hardkor i pop-pank sastavima. Članovi benda bi prihvatali bilo kakvu ponudu i bilo koji termin kako bi imali priliku da promovišu svoj novi album i izgrade reputaciju. Podržani jačom izdavačkom kućom, Avendžd Sevenfold su sleteli na 15. mesto Top Hitsikers albuma, liste najboljih albuma novih i bendova u usponu. Ipak, lepe cifre, medijska pažnja i pozitivne kritike nisu ono najbitnije što je ovaj album doneo bendu. Najbitniji su fanovi, kako im je „Waking The Fallen“ pomogao da oko sebe okupe izuzetno lojalnu, i često veoma glasnu bazu fanova koji su spremni da otvore figurativnu vatru na sve one koji se osmele da napadaju bend. Ta lojalna baza i danas je razlog zašto su Sevenfold na čelu novog talasa hevi metal scene.
Na čelu sa producentskim timom koji su činili Andrej Murdok i Fred Arkambault, Sevenfold su snimili album koji se nije plašio da oda počast korenima, ali da u isto vreme bude nešto posebno i jedinstveno. Kako je Šedouz tada izjavio: „Znali smo od samog početka da ako ljudi nemaju jako mišljenje o nama nikada nećemo biti ništa specijalno, a ako nas obasipaju ljubavlju ili mržnjom znači da imamo nešto posebno. Većinu najvećih bendova na svetu ili volite ili mrzite, a mi nismo želeli da budemo izuzetak tog pravila. Čak i da kada neko dođe posle nastupa i kaže ‘to je bilo jebeno sranje! Šta kog đavola mislite da radite?!’ bio bih srećan, zato što smo u njemu izazvali reakciju i pamtiće nas zauvek.“
City of Evil (2005—2007)
"City of Evil", treći album ovog benda, izašao je 8.juna 2005. godine. Najveći uspeh dostigli su pesmom i spotom "Bat Country" za koje su dobili nagradu za najbolji novi bend u izboru MTV-a (VMA nagrade). Album je postao prva Zlatna Ploča benda.
Avendžd Sevenfold (2007—2008)
Zbog velikog uspeha, dobili su pozivnicu za Ozzfest 2006, sa poznatim bendovima, kao što su: DragonFors (engl. DragonForce), Disturbd (engl. Disturbed), Lakuna Koil (engl. Lacuna Coil), Hejtbrid (engl. Hatebreed)i Sistem of a Daun (engl. System of a Down).Album koji nosi naziv benda "Avenged Sevenfold" izašao je 30.oktobra, 2007. godine. U prvoj nedelji prodato je 94 000 kopija albuma što je bilo dovoljno za ulazak na Bilbordovu listu (4.mesto).Izdata su i dva singla "Almost Easy" i "Critical Acclaim".Singl "Afterlife" izašao je u januaru 2008. godine. Četvrti singl bila je pesma "Dear God" u kantri rok stilu.Album "Avendžd Sevenfold" izabran je za album godine od strane britanskog časopisa Kerrang!.
16.septembra 2008. godine izdali su CD/DVD pod nazivom "Live in the LBC and Diamonds in the Rough". DVD je snimljen na turneji "Taste of Chaos", a na CD-u su se našle neiskorišćene pesme sa snimanja albuma "Avenged Sevenfold".

#### Smrt Reva i Nightmare (2009—2011)
Avendžd Sevenfold nastupa na Sonisphere Festival 2.avgusta 2009. Ovo je bio Revov poslendji nastup sa bendom pre njegove smrti. Rezultati autopsije nisu bili usaglašeni. S obzirom na tragediju koja ih je zadesila, ne bi trebalo da čudi činjenica da je i materijal bio dosta mračniji i da se na albumu našlo više sporijih, setnih pesama nego ikada pre. Bend je nastojao da kroz svaku notu albuma protka sećanje na palog brata, uključujući i činjenicu da je za bubnjevima regrutovan Majk Portnoj (Dream Theater), jedan od Rev-ovih omiljenih bubnjara koji je verodostojno odsvirao sve deonice u stilu pokojnog bubnjara. Međutim verovatno najemotivniji momenti na albumu stižu u vidu pesama „So Far Away“, srceparajućoj baladi posvećenoj Rev-ovoj smrti, i „Fiction“ , u kojoj je bend koristio Rev-ove vokalne deonice koje je ovaj snimio za života kao demo verzije. Bend se na ovom albumu odlučio za kontroverzan korak i kao producenta uposlio Mike Elizondo-a, koji je pre toga sarađivao uglavnom sa pop i hip-hop izvođačima, uključujući Alanis Morissette, Eminem-a, Dr. Dre-a, Marun 5, Fifti Cent-a i mnoge druge. Teško je bilo poverovati da će čovek koji je napisao „The Real Slim Shady“ biti u stanju da iznese silinu jednog od najpopularnijih heavy metal sastava na planeti, no i pored toga „Nightmare“ je sa produkcijske strane besprekoran, a Elizondo je nastavio da radi u okviru žanra koji nije njegov modus operandi, te je tako bio zadužen za produkciju nahvaljenog albuma „The Hunter“ benda Mastodun, objavljenog iduće godine.
„Nighmare“ je naišao na fantastične reakcije kritike i debitovao na Billboard 200 listi na prvom mestu, čime je postao prvi album benda koji je postigao ovakav uspeh. Iako su bend i Portnoy izjavili da bubnjar neće biti stalna zamena na ovoj poziciji, zajedno su se otisnuli na svetsku turenju u podršku izuzetno uspešnog izdanja. Gitarista Sinister Gejts je u intervjuu za Metal Hammer te godine izjavio: „Osećamo da je ovo naš trenutak i Džimijev trenutak, i tako je ispravno. Ovo je poslednji materijal koji je napisao i ovo će biti poslednji naš album koji će zaista biti Avendžd Sevenfold album i mora biti naš najjači album. Znam da će biti, zapravo već jeste, za nas, naše porodice, a ujedno i veoma blizak našim srcima.“
Avendžd Sevenfold je nastupao na festivalu Rok em Ring zajedno sa ostalim bendovima kao što su Alter Bridž, Sistem of a Daun i In Flejms. U aprilu 2011. bend je naglasio "Golden God" nagrade od strane Metal Hammer-a. Iste noći bend je ostvario tri nagrade za "Najbolji vokal"(M.Šedouz), "Najbolji gitarista"(Sinister Gejts i Zeki Vedžens) i "Afflication's Album godine" za Nightmare dok je Majk Portnoj dobio nagradu "Najboljeg bubnjara" za svoj doprinos na albumu.

#### Hail to the King (2013)
Šesti studijski album benda stavio je Avendžd Sevenfold na ozbiljan test. The Rev je bio mnogo više od bubnjara i prijatelja, bio je glavni kreativni pokretač benda. Kao što je Gejts izjavio, „Nightmare“ je bio poslednji pravi "Avenged Sevenfold" album, a „Hail To The King“ njihov novi početak. Na albumu se predstavio novi bubnjar Arin Aldžej, nakon što su se Portnoj i bend razišli. Namera benda je bila da se okrenu svojim korenima i snime direktan hard rock album po uzoru na svoje idole kao što su Metalika, Led Cepelin (engl. Led Zeppelin) i Gans en' rouziz (engl. Guns an' roses). Međutim, po nekima bend se držao previše blizu svojih uzora, te je nemoguće ne primetiti sličnost koju uvodna „Shepheard of Fire“ deli sa kultnim hitom benda Metalika, „Enter Sandman“ ili „This Means War“ sa pesmom „Sad But True“. Po raznim portalima su se pojavljivali članci koji su upoređivali pesme sa albuma sa pesmama drugih izvođača, često nalazeći sličnosti i gde ih nema. Frontmen benda Mašin Hed, Rob Flin, je bio veoma strog prema albumu, nazivajući ga „kolekcijom obrada“ i upoređivao sa gorepomenutim bendovima.
No i uprkos tome, album je postigao ogroman uspeh i dospeo na sam vrh Billboard 200 liste, postavši time drugi uzastopni album benda koji je dobio tu počast. Kada je produkcija u pitanju, za pultom se ponovo našao Elizondo, koji je sada imao malo više iskustva sa težim zvukom što se jasno oseti na albumu. U okviru promocije albuma bend se otisnuo na još jednu veliku turneju i imao čast da predvodi legendarni festival Rock in Rio 2013. godine i prestižni britanski festival Download 2014. godine. Međutim, uoči rada na novom albumu bend je prošao kroz brojne promene, uključujući i otpuštanje bubnjara Aldžej-a i tužbu sa izdavačkom kućom Warner Bros. Rad na albumu se najavljuje još od 2014. godine, a detalja o njemu je bilo nikada manje.

#### Novi bubnjar i The Stage (2015-danas)
Bruks Vekejrmen 2015. godine postaje novi bubnjar Avendžd Sevenfold-a. Bruks je napustio grupu "Bad Religion" kako bi napredovao u karijeri. Sve češči trend na muzičkoj sceni je da izvođači bez prethodne najave ili medijske pompe iz vedra neba objave novi album. Tako su između ostalih Radiohed, Bijons i David Bouvi fanove širom sveta iznenadili albumima oko kojih se prašina podigla tek nakon iznenadnog objavljivanja, dopuštajući muzici a ne izjavama, fami i tračevima da vode glavnu reč. Bilo je pitanje vremena kada će se ovaj model primeniti na metal sceni, a realna lista kandidata koji imaju dovoljno kredibiliteta da ovako nešto izvedu nije preduga. Međutim, čast da budu pioniri tog trenda u ovom zvuku nije pripala bendovima Metalika, Tul(engl. Tool) ili Ajron Mejden (engl. Iron Maiden)koji bi bar po meni bili prvi favoriti, već znatno mlađem sastavu Avenged Sevenfold. Iako je najavljen singlom za koji će se ispostaviti da deli ime albuma, „The Stage“ je iznenada osvanuo 28. oktobra. Ovakav potez mogao se pokazati kao izuzetno rizičan, no srećom A7X na ovom albumu nude dovoljno da taj rizik potpuno eliminišu.
Iako ih često otpisuju kao „onakav ili ovakav“ bend na konto imidža, svako ko je temeljno preslušao bar nekoliko pesama zna da se radi o izuzetno tehnički potkovanom sastavu, dugujući to pre svega izuzetnim veštinama svih svojih članova. Iako je ovaj tehnički pristup pesmama sa inače prijemčivom strukturom obeležio kultne albume „City of Evil“, „Avenged Sevenfold“ i „Nightmare“, na prethodnom albumu „Hail To The King“ bend je skoro u potpunosti zauzdao tu svoju prirodu, izuzev na pesmama pri kraju albuma kao što je „Planets“. Tako se na mnogim pesmama na „Hail to the King“ prosto čuje kako se Sinister Gejts suzdržava od kompleksnih, vratolomnih solaža, dok se sada već bivši bubnjar Arin Aldžej drži prostih ritmova. Ovo je po meni jedna od najvećih mana prethodnog albuma, koji je i pored toga iznedrio fantastične hitove.
Srećom, na albumu „The Stage“ je ta tehnička strana benda koja je jedan od njihovih najznačajnijih zaštitnih znakova ponovo na slobodi i čini se izraženija nego ikada. Gejts i Vedžens ponovo upuštaju u sumanute gitarske duele a basista Džoni Krajst zvuči virtuoznije nego ikada. Novi bubnjar Bruks Vekejrmen zaslužuje poseban pasus, kako je njegova izvedba na ovom albumu više nego besprekorna i krade apsolutno svu pažnju. Ritmovi su eratični, prelazi sjajno uklopljeni i izuzetno česti, svirka izuzetno precizna a opet jako energična i sa osetnim primesama njegovih punk korena. Nema svrhe skretati pažnju na pojedinačne pesme kao dokaz ovoj tvrdnji kako sve pesme krase upravo gorepomenute odlike. Fanovi će čak prepoznati i omaž stilu pokojnog Rev-a u nekim deonicama posebno karakterističnim za prerano preminulog bubnjara.
Pored tehničkog, bend se takođe vratio malo eksperimentalnijem stilu, pa tako pesma „Sunny Disposition“ priziva ludilo numera kao što su „Unbound (The Wild Ride)“ ili sada već kultne „A Little Piece of Heaven“, posebno zbog izuzetno izraženih trubačkih deonica. Nemoguće je ne primetiti i uticaj progresiv rok-a zvuka u klavijaturama na nekim od kompleksnijih pesama kao što su „Fermi Paradox“ ili 15-minutni ep „Exist“. Ova, nesumnjivo najkompleksnija kompozicija u karijeri benda, iz poduže instrumentalne deonice koja podjednako obiluje svemirskim klavijaturama i rifovima na kojima bi im i Hetfild pozavideo prelazi u nešto mirniju, akustičnom gitarom vođenu stvar koja se pred kraj zalumfava i dovodi do kulminacije koju još jednom krase svemirske klavijature prožete kroz žestoke rifove i naraciju za koju je zadužen popularni astrofizičar Nil deGras Tajson.
Ono što bih istakao kao nedostatak albuma takođe je vezano za tehničku prirodu pesama. Iako se ne bih usudio da ih odlikujem atributom progresiv, činjenica je da su sve numere na albumu dosta kompleksnije od njihovih dosadašnjih radova. Iako to izuzetno raduje nekoga poput mene ko voli da sve što album ima da ponudi nije „na izvolte“, čini mi se da na ovom albumu Avendžd Sevenfold nisu uspeli da pogode onu pravu razmeru tehničke svirke i komercijalnih pesama koja je krasila pomenuta izdanja koja kritičari smatraju njihovim krunskim dostignućima. Kao rezultat toga, nakon prvog slušanja albuma možda ćete imati problema da se setite kako je tačno išla ova pesma, ili kako je zvučala ona sledeća. Na albumu nema instant hitova kao što su „Bat Country“, „Afterlife“ ili „Almost Easy“ čiji bi refreni ostali urezani nakon prvog slušanja. Međutim, nakon više preslušavanja sve ono što je bend upakovao dolazi do izražaja, a favoriti poput naslovne „The Stage“, agresivne „God Damn“ ili eterične „Higher“ (koja, moram primetiti, na momente zvuči kao Muse na steroidima) će početi da vam se vrte u glavi i odbijati da iz nje izađu.
„Hail to the King“ i „The Stage“ su dve potpuno suprotne krajnosti ovog sastava. I dok je prvi obilovao komercijalnim hitovima, novi album je daleko teže svariti posle samo jednog slušanja upravo zbog odsustva istih. Ipak, verujem da će na duže staze „The Stage“ ostati zapamćeniji kao zreliji, složeniji i potpuniji od svog prethodnika. Sve što treba da uradite je da mu date šansu i svakim ponovnim preslušavanjem ljuštite slojeve kojima je obavijen. Avendžd Sevenfold su sazreli i ovim albumom utemeljili poziciju jednog od najperspektivnijih mladih heavy metal sastava.
Avenged Sevenfold se 2017. godine prikljucio turneji Metalike po Sjedinjenim Američkim Državama i Kanadi zajedno sa još dva benda Volbit i Gožira.

## Članovi

#### Sadašnji članovi
- M. Šedouz - glavni vokal, klavir (1999 - danas)
- Zeki Vendžens - ritam gitara, prateći vokal (2000 - danas), glavna gitara (1999—2000)
- Sinister Gejts - glavna gitara, klavir, prateći vokal (2000 - danas)
- Džoni Krajst - bas gitara, prateći vokal (2002 - danas)
- Bruks Vekejrmen - bubnjevi, perkusije (2015 - danas)

#### Bivši Članovi
- Rev - bubnjevi, perkusije, klavir, prateći vokal (1999—2009., 2009 preminuo)
- Arin Aldžej - bubnjevi, perkusije (2011-2015)
- Met Vendt - bas gitara (1999—2000)
- Džastin Sejn - bas gitara (2000—2001)
- Dejmon Eš - bas gitara (2001—2002)

## Diskografija

#### Albumi
- Sounding the Seventh Trumpet (2001)
- Waking the Fallen (2003)
- City of Evil (2005)
- Avenged Sevenfold (2007)
- Nightmare (2010)
- Hail to the King (2013)
- The Stage (2016)
- Life Is But a Dream... (2023)

## Spoljašnje veze
Avenged Sevenfold Band
Zvaničan sajt benda